# Tấn công Kabul tháng 4, 2016
Vào 4:30 sáng, 19 tháng 4 năm 2016 (UTC), quân Taliban tấn công một đội an ninh bảo vệ các VIP chính phủ ở Kabul, Afghanistan. Cuộc tấn công làm 64 người chết và 347 bị thương. Đây là cuộc tấn công lớn nhất của họ trong khu vực thành thị kể từ 2001.